# مهران جعفري
مهران جعفري (بالفارسية: مهران جعفری) هو لاعب كرة قدم إيراني في مركز الوسط، ولد في 27 أبريل 1985 في مدينة خلخال في إيران. لعب مع نادي الوند همدان ونادي كهر دورود لرستان ونادي مس رفسنجان ونادي ملوان.